# Dale Greig
Pour les articles homonymes, voir Greig.
Dale Greig (née le 15 mai 1937 et morte le 12 mai 2019) est une athlète britannique, spécialiste des courses de fond, notamment du marathon. 

## Biographie
Le 23 mai 1964, à Ryde au cours du marathon de l'Île de Wight, elle établit une nouvelle meilleure performance mondiale sur marathon et devient la première athlète à parcourir la distance en moins de 3 heures 30 minutes (3 h 27 min 45 s).